# Гаджиев, Имам Абдулрашидович
Имам Абдулрашидович Гаджиев (22 января 2003) — российский тайбоксер. Чемпион России. Кандидат в мастера спорта России.

## Карьера
Является воспитанником хасавюртовской СШОР им Мавлета Батырова, занимается под руководством Г. Г. Ибрайхалилова. В начале августа 2018 года в Таиланде стал победителем Первенства мира среди старших юношей. В конце марта 2022 года в Улан-Удэ, одолев в финале Салавата Исаева из Кемеровской области, стал чемпионом России. В марте 2023 года в Магнитогорске стал серебряным призёром чемпионата России, уступив в финале Салавату Исаеву. В августе 2023 года в Минске, одолев в финале представителя Узбекистана, стал победителем Игр стран СНГ.

## Достижения
- Первенство мира по тайскому боксу среди юношей 2018 — ;
- Чемпионат России по тайскому боксу 2022 — ;
- Игры стран СНГ 2023 — ;
- Первенство России по тайскому боксу 2018 — ;
- Первенство России по тайскому боксу 2019 — ;
- Первенство России по тайскому боксу 2016 —;
- Чемпионат России по тайскому боксу 2023 — .